# Троянські астероїди Землі
Троя́нські астеро́їди Землі́ — група навколоземних астероїдів, що рухається навколо Сонця по орбіті Землі на 60° попереду (точка L4) чи позаду (точка L5) неї, знаходячись в одній із двох точок Лангранжа системи Сонце — Земля. При спостереженні із Землі троянські астероїди на 60° випереджають або на 60° відстають від руху Сонця.
Станом на 2011 р. виявлено один троянський астероїд у Землі — 2010 TK7, який обертається по складній орбіті неподалік точки Лагранжа L4.
Також відомо кілька астероїдів, що рухаються в орбітальному резонансі 1:1 із Землею, наприклад, (3753) Круїтні або 2010 SO16. Але такі астероїди не вважаються троянцями, оскільки рухаються не у точках Лагранжа L4 чи L5.
У 2020 році кандидатом у троянці визнано астероїд 2020 XL5, який міститься у точці L4.